# Cimbasso

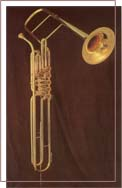
Cimbasso

Cimbasso i sin nutida form är ett bleckblåsinstrument stämt i F, CC eller BBb som oftast används i italiensk operamusik.
Namnet härrör från Giuseppe Verdi som ville ha ett basinstrument istället för tuba. Exakt vad Verdi menade är omtvistat men cimbasson i sin moderna form som kontrabasventiltrombon uppstod på 1900-talet. Den moderna varianten är större, har grövre mensur och är ljudstarkare än sin äldre förlaga men är den som allmänt används när det står cimbasso i partituret.
En del purister hävdar att detta inte överensstämmer med Verdis intentioner, att till exempel en ofikleid skulle vara närmre i klangen.
På senare tid har instrumentet funnit en funktion även utanför orkesterdiket, i nutida musik, jazz och till och med pop (bandet Korn hade två cimbassi på sin "MTV unplugged"-konsert).
Cimbasso spelas oftast av tubaister eller bastrombonister.
Några cimbassister:
Klassiskt:
- Roger Bobo
- Jim Self
- Allessandro Fossi
- Eros Sabbatini
- Lennart Nord
- Andrew Bove

Jazz:
- Per-Åke Holmlander (Mats Gustafsson med flera)
- Mattis Cederberg (WDR Big Band)
- Raul Batista Romero

Allessandro Fossi på cimbasso  (klassisk)
Mattis Cederberg på cimbasso (jazz)
Raul Batista Romero på cimbasso (jazz)